# Anton Dobrzensky von Dobrzenitz

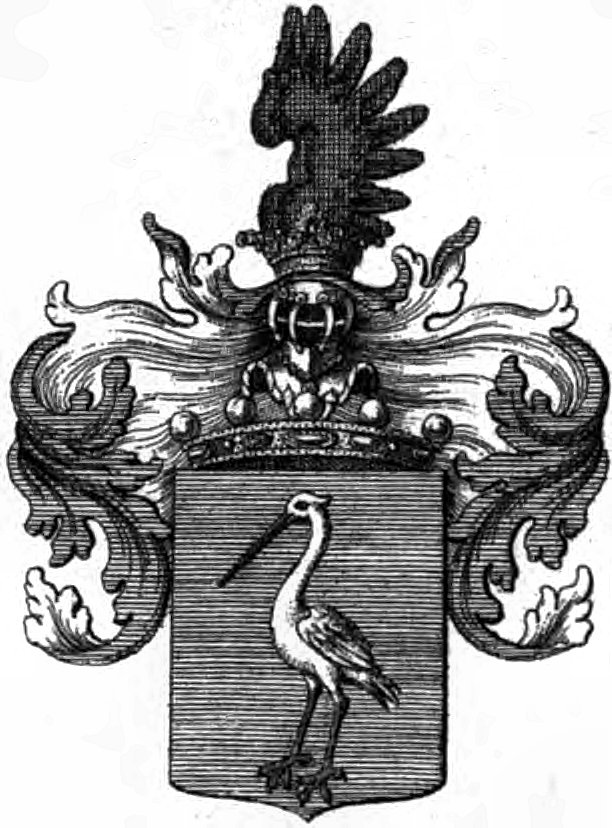
Herb baronów Dobrzenskych z Dobrzenitz

Anton Dobrzensky von Dobrzenitz (niem. Anton Freiherr Dobrženský von Dobrženitz, cz. Antonín Dobřenský z Dobřenic; ur. 21 marca 1807 w Pradze, zm. 30 sierpnia 1869 tamże) – austriacki generał i baron z czeskiej rodziny szlacheckiej Dobrzenskich z Dobrzenic, członek Zakonu Krzyżackiego.

## Życiorys
Anton urodził się w starej czeskiej rodzinie arystokratycznej baronów Dobrzenskych z Dobrzenic. W 1837 roku został uhonorowany tytułem Cesarsko-Królewskiego Szambelana (K.K. wirkliche Kämmerer) .
Odbył służbę wojskową w 1 i 8 Pułku Ułanów. Brał udział w tłumieniu powstania węgierskiego w 1849 roku. W 1851 został awansowany do stopnia pułkownika i mianowany komendantem 8 Pułku Ułanów, a w 1857 dowódcą brygady (brygadierem) w Krakowie ze stopniem generała majora. Brał udział w wojnie z Francją w 1859 roku, gdzie wsławił się podczas bitwy pod Solferino, za co został odznaczony krzyżem kawalerskim Orderu Marii Teresy. W 1865 roku awansowany na stopień generała dywizji w stanie spoczynku. Był związany z Zakonem Niemieckim, w którym otrzymał godności komtura (Kommentur) i wielkiego baliwa (Groß Ballei) .
Ze względu na wysoki wzrost (6 stóp i 4 cale, tj. 200 centymetrów) nazywany był najwyższym człowiekiem armii (größter Mann des Heeres) .
Zmarł 30 sierpnia 1869 roku w Pradze. W trakcie uroczystości żałobnych w domu zmarłego od zbyt blisko postawionej lampy zapaliły się poduszki, w wyniku czego ciało Antona uległo spaleniu do tego stopnia, że nie można było go rozpoznać. Z tego powodu trumna, wystawiona przy pogrzebie na katafalku, pozostała, wbrew panującej tradycji, zamknięta .

## Awanse
- Oberst – 1851
- Generalmajor – 30 września 1857[4]
- Feldmarschalleutnant[a] – 20 lipca 1865[4]

## Odznaczenia
- Kawaler Wojskowego Orderu Marii Teresy (1859)[5]
- Kawaler Austriacko-Cesarskiego Orderu Leopolda (przed 1856)[6] z dekoracją wojenną (między rokiem 1866 a 1868)[7][8]
- Order Świętej Anny II klasy (przed 1856)[2]